# Taliesin (villa)
Pour les articles homonymes, voir Taliesin (homonymie).
Taliesin ou Taliesin East ou Frank Lloyd Wright's Taliesin (Taliesin Est, en anglais) située sur un vaste domaine de 240 hectares, près de Spring Green dans le Wisconsin aux États-Unis, était la résidence d'été, le cabinet d'architecte, l'école d'architecture, et le siège de la « Fondation Frank Lloyd Wright », de style moderne-organique-usonia-Prairie School, de l'architecte américain Frank Lloyd Wright (1867-1959), variante de sa résidence d'hiver Taliesin West de Scottsdale en Arizona. La villa est inscrite au Registre national des lieux historiques depuis le 29 juillet 1975. Le domaine est désigné monument historique national depuis le 7 janvier 1976, et inscrit au patrimoine mondial de l'UNESCO depuis juillet 2019.

## Histoire
Wright quitte son épouse Catherine Tobin en 1909, et sa première maison d'Oak Park dans l'Illinois, pour construire cette nouvelle vaste demeure en 1911, en pleine campagne, sur un important domaine de 240 hectares de son enfance, issu de sa famille maternelle, à 4 km du village de Spring Green, et 50 km à l'ouest de Madison,,. Il s'y installe avec sa nouvelle compagne Mamah Borthwick (en).

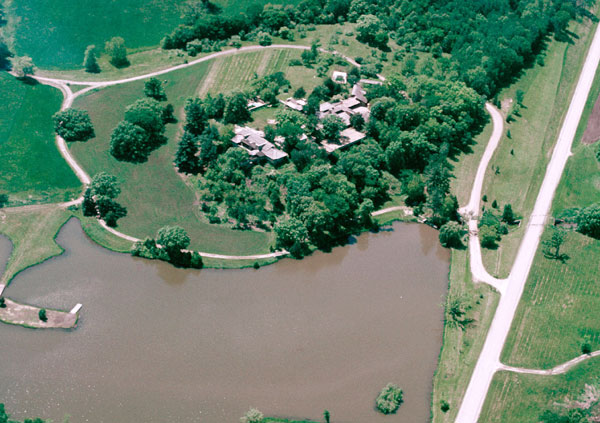
Vue du ciel.
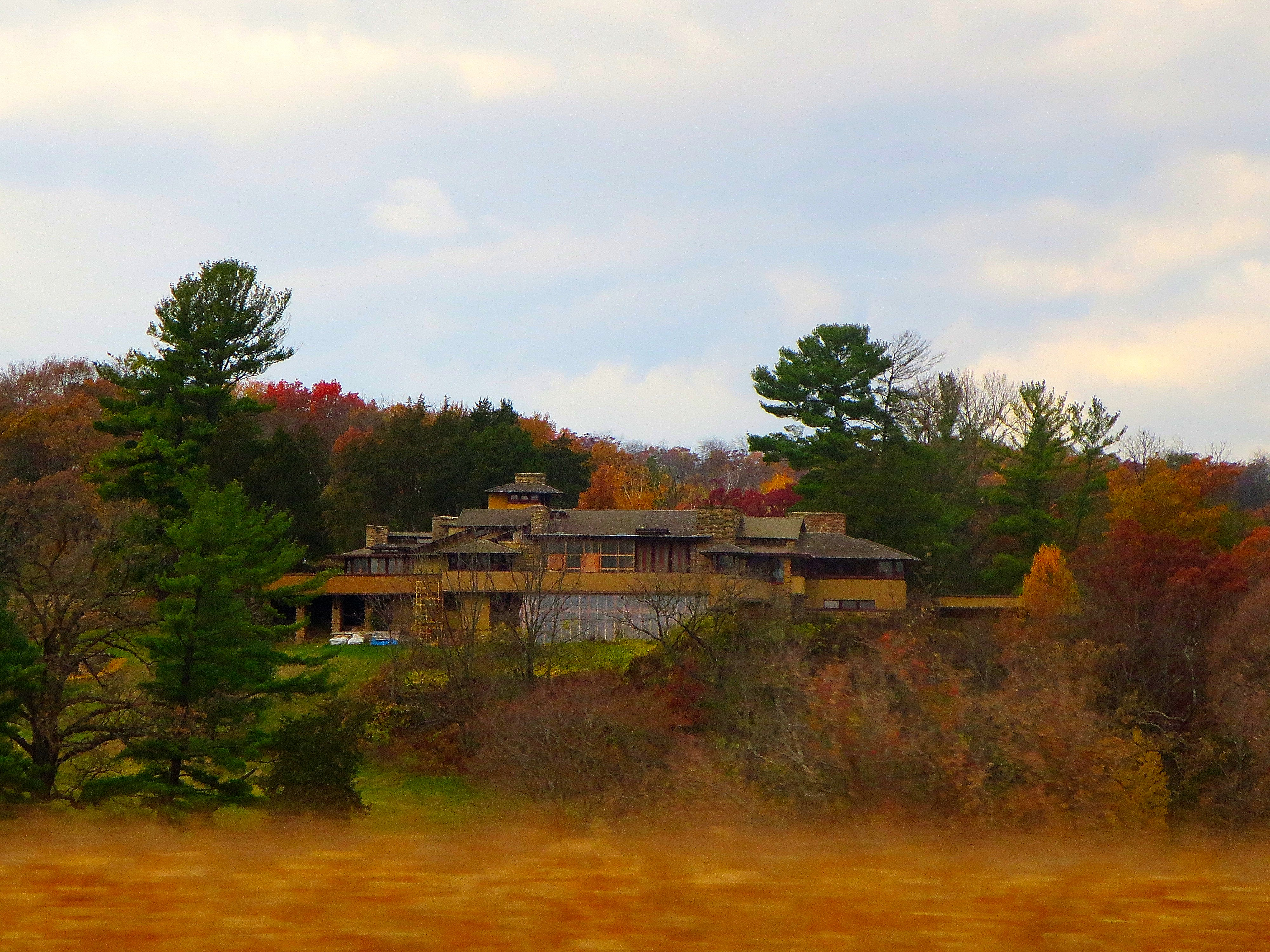
en automne
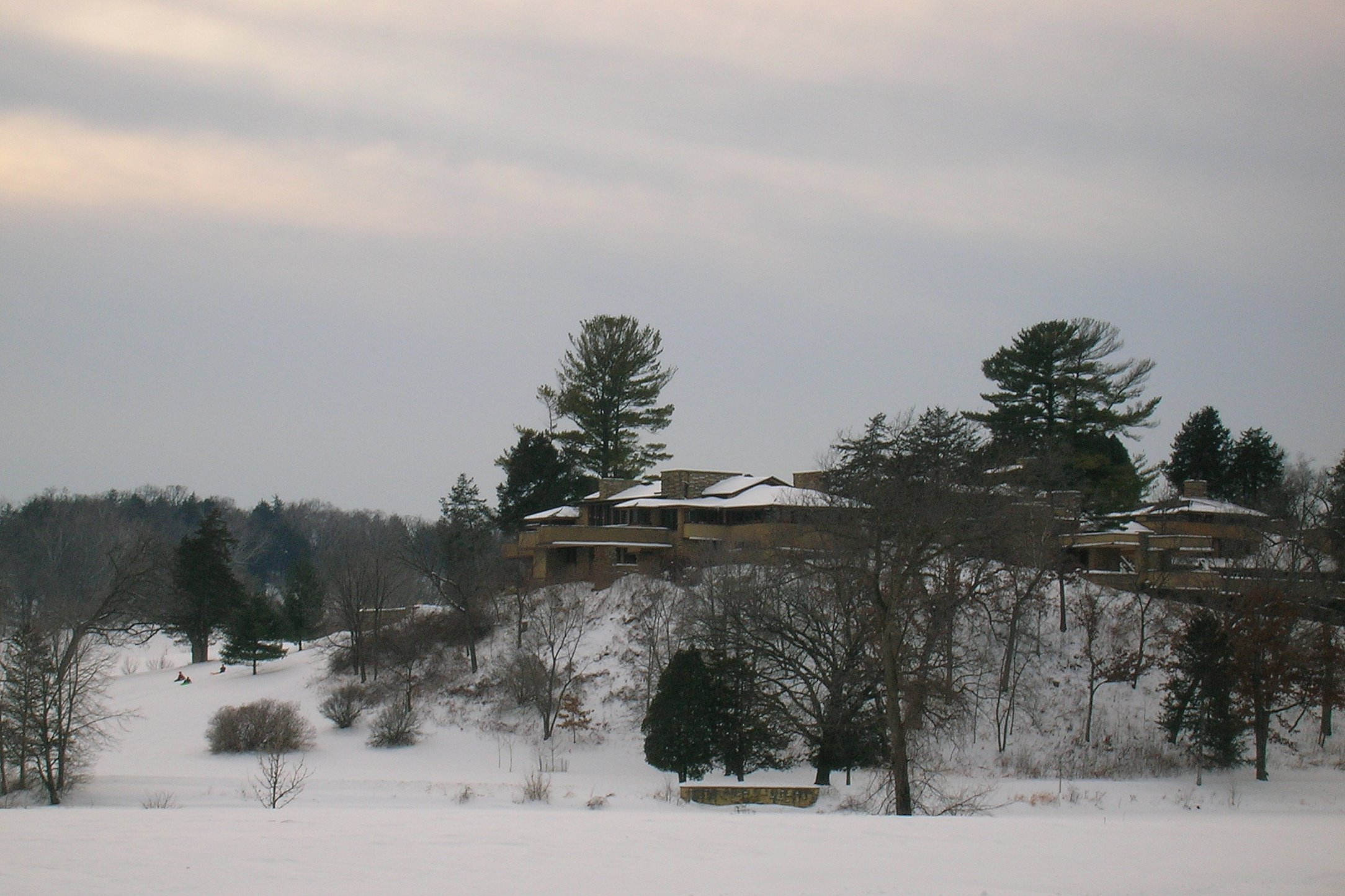
en hiver

Avec la conception de cet important ensemble immobilier de 3 400 m², il développe de nombreuses idées architecturales novatrices de ses styles de prédilection architecture organique, Prairie School, et usonia, au sommet d'une colline, pour vivre à l'unisson avec la nature. L'ensemble comprend en particulier sa résidence personnelle, son cabinet d'architecte, son école d'architecture, son musée d'art japonais, et un vaste domaine de 240 hectares, avec des jardins potagers, des vergers de plus de 1000 arbres fruitiers, et un élevage de bétail. Il nomme les lieux du nom de Taliesin, célèbre barde-poète  de la littérature celtique galloise du VIe siècle, co-auteur du Livre de Taliesin, en rapport à ses origines familiales galloises.

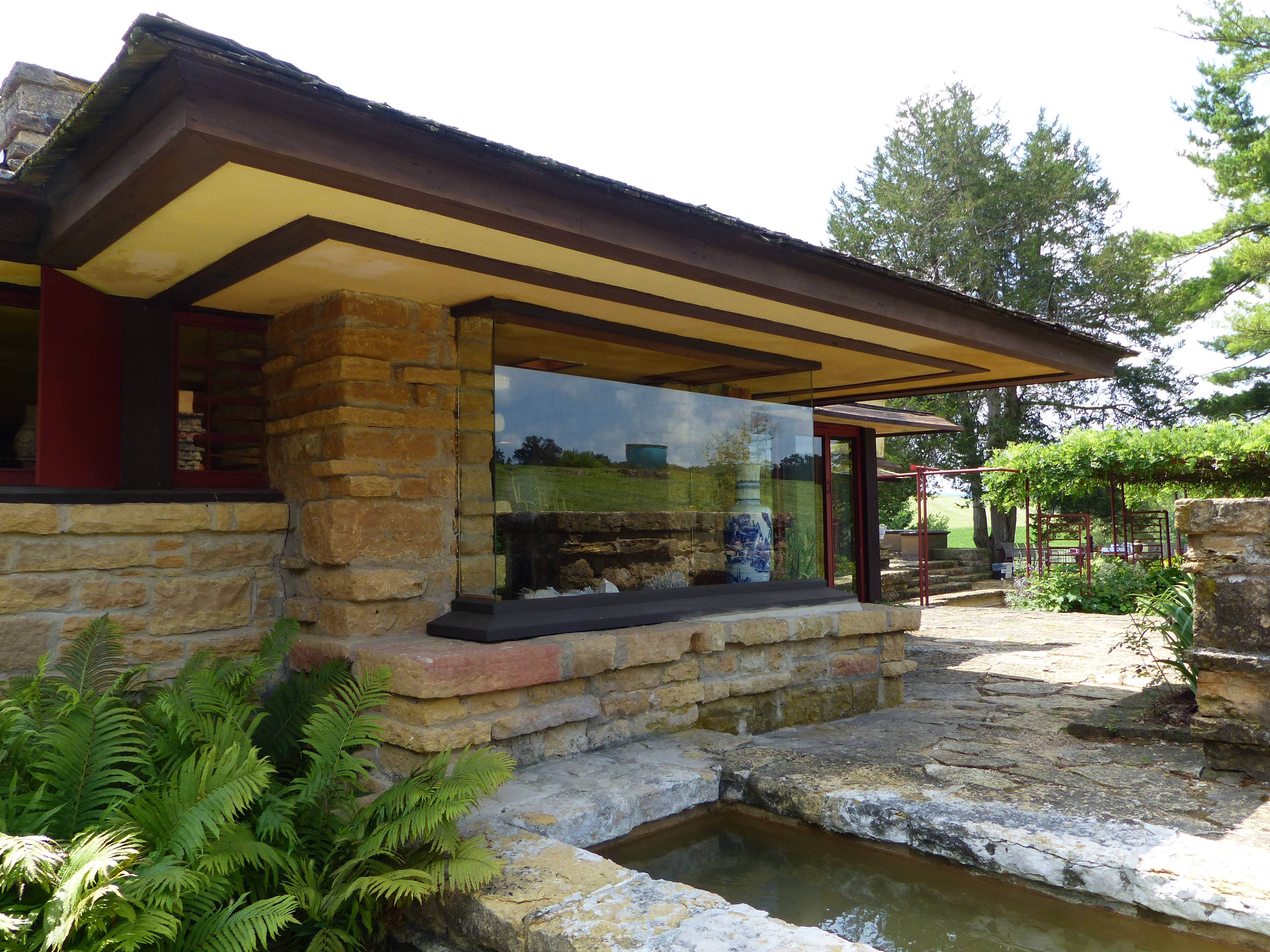
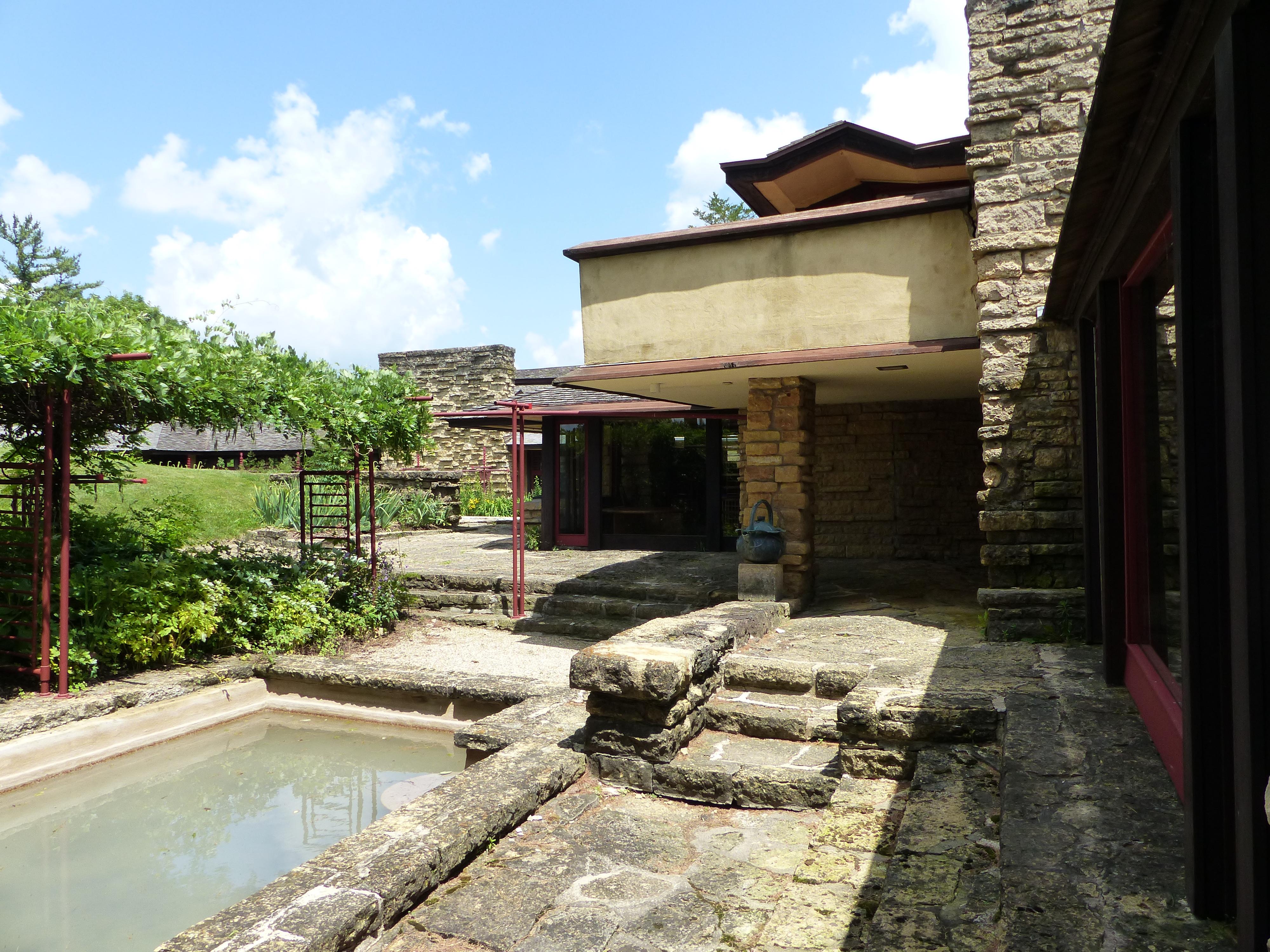
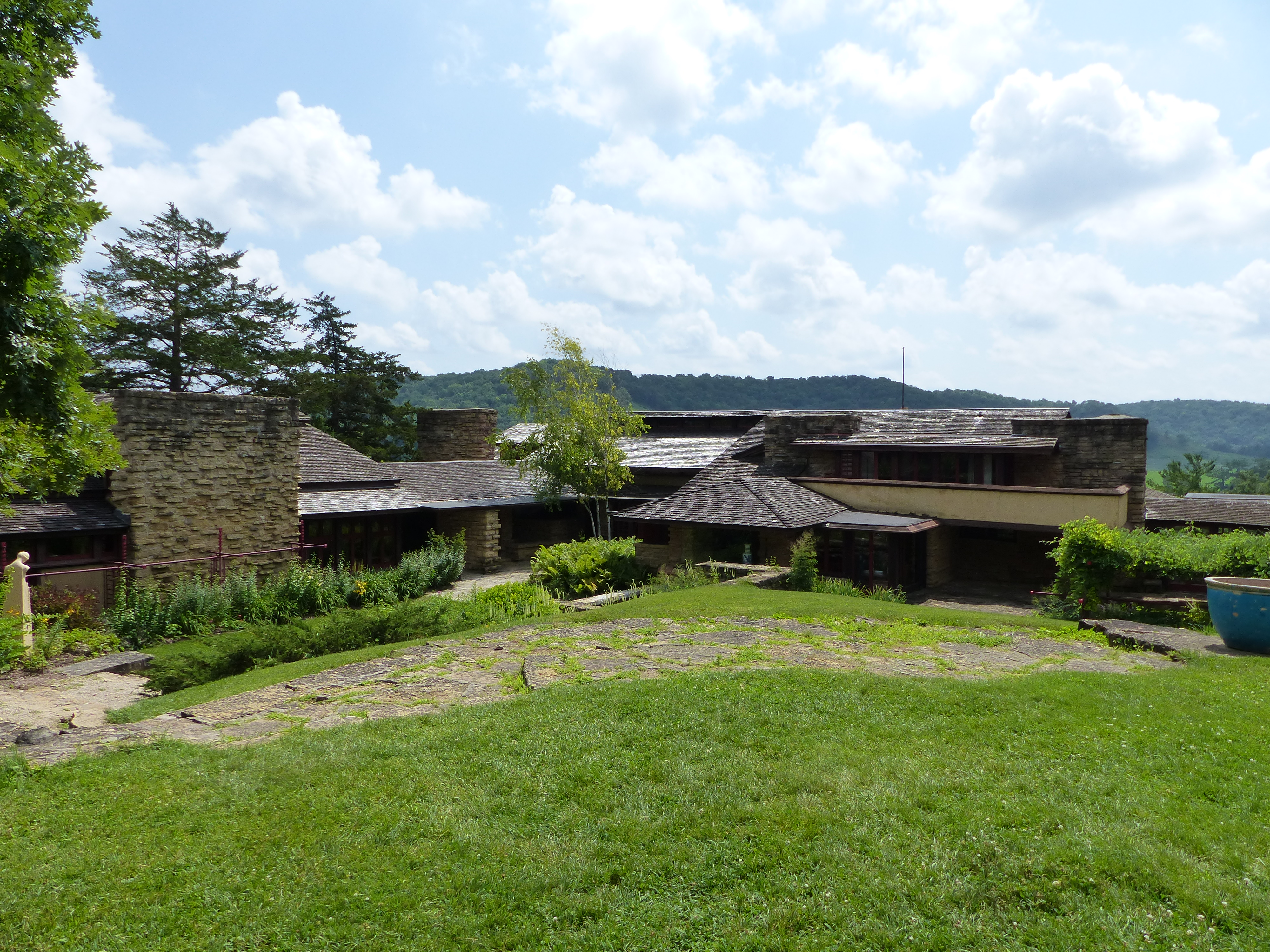

La demeure est construite avec des matériaux locaux (en particulier en pierre, et en bois) des meubles intégrés conçus par lui même, un lac, un jardin d'eau, et des espaces paysagés du paysagiste Jens Jensen. Deux importants incendies entraînent des reconstructions et modifications importantes du site, sous le nom de Taliesin I (1911), Taliesin II (1922) et Taliesin III (1925). Le domaine intègre quelques constructions dont les moulin à vent de Roméo et Juliette (en) de 1896, Hillside Home School II (en) conçue en 1901 pour l'école de ses tantes, villa Tan-y-Deri (en) conçue pour sa sœur et son beau-frère Jane et Andrew Porter en 1907, et installation agricole Midway Barn (en) de 1920... Il étend sont domaine durant toute sa vie sur plus de 320 hectares. 
Les lieux lui inspire la plupart des réalisations architecturales de sa carrière, en particulier de ses célèbres maison sur la cascade de 1935, Taliesin West de 1937, ou Musée Solomon R. Guggenheim de New York de 1959... 
Wright légue les lieux et ses droits de propriété intellectuelle, à la fin de sa vie, à sa « Fondation Frank Lloyd Wright » fondée avec sa troisième épouse en 1940, pour en faire un musée ouvert au public.

## Protections
- 1975 : villa inscrite au Registre national des lieux historiques.
- 1976 : domaine désigné National Historic Landmark (NHL, Monument Historique National des États-Unis).
- 2019 : la structure de Taliesin fait partie des 8 œuvres architecturales du XXe siècle de Frank Lloyd Wright inscrites au patrimoine mondial de l'UNESCO.